# 小行星4069
小行星4069（4069 Blakee）是一颗绕太阳运转的小行星，为主小行星带小行星。该小行星于1978年11月7日发现。

## 轨道参数
小行星4069的轨道半长轴为2.1716535 UA，离心率为0.074。
| 前一小行星： 小行星4068 | 小行星列表 | 後一小行星： 小行星4070 |